# Rowangchhari
Rowangchhari (en bengali : রোয়াংছড়ি) est une upazila du Bangladesh dans le district de Bandarban. En 1991, on y dénombrait 17 904 habitants.